# Destroyer (película de 2018)
Destroyer es una película estadounidense de crimen y drama dirigida por Karyn Kusama, a partir de un guion de Phil Hay y Matt Manfredi. Está protagonizada por Nicole Kidman, Toby Kebbell, Tatiana Maslany, Scoot McNairy, Bradley Whitford y Sebastian Stan.
La película tuvo su estreno mundial en el Festival de Cine de Telluride el 31 de agosto de 2018 y fue estrenada en cines el 25 de diciembre de 2018 por Paramount Pictures.

## Sinopsis
Erin Bell (Nicole Kidman) es una detective de Los Ángeles incapaz de perdonarse a sí misma los errores que cometió en el pasado. Con los años, su prioridad es reconducir la difícil relación que tiene con su hija adolescente. Cuando el líder de una banda criminal en la que ella se infiltró de joven regresa a la ciudad, Erin encontrará su última oportunidad para redimirse y garantizar un futuro mejor para su familia. Eso sí, tendrá que hacer frente a esta nueva amenaza y revivir una oscura etapa de su pasado.

## Reparto
- Nicole Kidman como Erin Bell.
- Sebastian Stan como Chris.
- Toby Kebbell como Silas.
- Tatiana Maslany como Petra.
- Bradley Whitford como DiFranco.
- Jade Pettyjohn como Shelby Bell.
- Scoot McNairy como Ethan.
- Toby Huss como Gil Lawson.
- Zach Villa como Arturo.
- James Jordan como Toby.
- Beau Knapp como Jay.
- Shamier Anderson como Antonio.
- Solo Sikoa como Taz.

## Producción
En agosto de 2017, Nicole Kidman, entró en conversaciones para protagonizar la película con Karyn Kusama como directora, con el casting confirmado en octubre. En noviembre, Tatiana Maslany, Sebastian Stan, Bradley Whitford, Toby Kebbell, y Scoot McNairy se unieron a la película, y el rodaje comenzó en Los Ángeles a principios de diciembre, con el resto del elenco completado con Beau Knapp, Jade Pettyjohn, Toby Huss, Zach Villa, y James Jordan. Annapurna Pictures distribuirá la película para su estreno en Estados Unidos.

## Estreno
Tuvo su estreno mundial en el Festival de Cine de Telluride el 31 de agosto de 2018. También se proyectó en el Festival Internacional de Cine de Toronto de 2018. Además se proyectó en el AFI Fest el 13 de noviembre de 2018. Fue estrenada el 25 de diciembre de 2018.

## Recepción
Destroyer ha recibido reseñas positivas de parte de la crítica y de la audiencia. En el sitio web especializado Rotten Tomatoes, la película posee una aprobación de 74%, basada en 270 reseñas, con una calificación de 6.7/10 y con un consenso crítico que dice: "Destroyer con su extenuante narrativa es tan intransigente como la interpretación principal de Nicole Kidman, que agrega capas adicionales a una película desafiante que deja un impacto persistente." De parte de la audiencia tiene una aprobación de 50%, basada en más de 1000 votos, con una calificación de 3.1/5.
El sitio web Metacritic le ha dado a la película una puntuación de 62 de 100, basada en 44 reseñas, indicando "reseñas generalmente favorables". En el sitio IMDb los usuarios le han dado una calificación de 6.2/10, sobre la base de 30 015 votos. En la página FilmAffinity la cinta tiene una calificación de 5.7/10, basada en 3328 votos.